# Zirom
Zirom Giurgiu este o companie producătoare de metale strategice din România.
Activitatea principală a societății este producerea și comercializarea titanului, zirconiului și a aliajelor acestora, precum și microproducția de metale neferoase și feroase.
A fost înființată în perioada comunistă, ca secție a Combinatului Chimic Giurgiu, din dorința regimului de atunci de a asigura independența energetică a României.
Aliajul de zirconiu (Zircaloy 4) este necesar funcționării freactoarelor de tip CANDU, care sunt folosite la centrala nucleară de la Cernavodă.
După 1989, societatea s-a desprins de Combinatul Chimic devenind Regia Autonomă Zirom Giurgiu.
În prezent, compania produce lingouri de titan și aliaje de titan și face parte din portofoliul Fondului Proprietatea - 100%.